# Principado de Kiev
Este artículo se refiere a uno de los principados que formaron la Rus de Kiev.
El Principado de Kiev era un principado dentro de la Rus de Kiev que posteriormente se convirtió en uno de sus sucesores al disgregarse esta última en el siglo XIII. Estaba situado en la región donde hoy se encuentra la óblast ucraniana de Kiev. Su capital era la ciudad de Kiev.

## Nombre
El término Principado de Kiev a veces se usa para referirse a la Rus de Kiev, que da lugar a algunas confusiones. Este artículo trata sobre una subdivisión de la Rus de Kiev.

## Geografía
El Principado de Kiev ocupaba áreas de tierra en ambos lados del Dniéper, bordeando al Principado de Pólatsk por el noroeste, al Principado de Cherníhiv por el nordeste, a Reino de Polonia por el oeste, al Principado de Galitzia por el sudoeste, y al territorio de los cumanos por el sudeste. Más tarde, Kiev estaría bordeado por el separado Principado de Túrov y Pinsk al norte, y el unificado Principado de Galitzia-Volinia al oeste.

## Historia
El territorio de la Rus de Kiev se fragmentó a principios del siglo XII en numerosos estados sucesores semiautónomos. Kiev permaneció en el corazón del país y fue el centro de la vida espiritual, con la sede del obispo metropolitano de la Iglesia ortodoxa en Kiev.
Después de la muerte de Mstislav I de Kiev en 1132, los estados semiautónomos quedaron independientes de facto y así surgió también el Principado de Kiev como principado separado. La importancia del Principado de Kiev comenzó a declinar. En los años 1150-1180, muchas de sus ciudades, como Výshhorod, Kániv y Bélgorod buscaron la independencia como principados individuales. La aparición de los principados de Vladímir-Súzdal y Galitzia-Volinia dio lugar a la transición del centro político y cultural de Rutenia, así como la migración de ciudadanos de ciudades como Vladímir y Hálych.
Con el traslado de la residencia del Gran Príncipe hacia el nordeste, a Vladímir, quedó de manifiesto que la antigua capital del reino, Kiev, sólo conservaba su importancia como sede del metropolitano, es decir, la cabeza de la Iglesia ortodoxa de la Rus primitiva. Las extensas relaciones comerciales de la ciudad de Kiev, siguiendo el curso inferior del río Dniéper hacia Bizancio y Asia Central por la llamada ruta comercial de los varegos a los griegos, habían ido disminuyendo ya a lo largo del siglo XII, lo que se agudizó tras la conquista de Constantinopla por los miembros de la Cuarta Cruzada en 1204. El nacimiento del Imperio latino y el Patriarcado latino de Constantinopla en el Bósforo, provocó, no sólo la pérdida de las relaciones económicas, sino también de las eclesiásticas de Kiev.
La invasión mongola de la Rus de Kiev convirtió el Principado de Kiev en un estado severamente arruinado, la ciudad fue arrasada. Después de la invasión, estaba ahora bajo la soberanía del Gran Príncipe de Vladímir-Súzdal, Aleksandr Nevski, quien a su vez era vasallo de la Horda de Oro. Después de la batalla del río Irpín en 1321, Kiev fue objeto de deseo de Gediminas y fue incorporado al Gran Ducado de Lituania en 1362. En 1394, el principado fue liquidado, pero en 1440 fue restablecido. En 1470, fue liquidado de nuevo, la ciudad de Kiev fue tomada por el ejército, y en 1471 el principado pasó a ser un voivodato del Gran Ducado de Lituania.

## Lista de gobernantes
- Yaropolk II (1132-1139)
- Viacheslav I  (1139)
- Vsevolod II (1139-1146)
- Igor II (1146)
- Iziaslav II (1146-1149)
- Yuri Dolgoruki (1149-1151)
- Viacheslav Vladímirovich e Iziaslav II Mstislávich (gobierno conjunto) (1151-1154)
- Rostislav I (1154)
- Iziaslav III (1154-1155)
- Yuri Dolgoruki (segundo gobierno) (1155-1157)
- Iziaslav III (segundo gobierno) (1157-1158)
- Rostislav I (segundo gobierno) (1159-1162)
- Iziaslav III (tercer gobierno) (1162)
- Rostislav I (tercer gobierno) (1162-1167)
- Mstislav II (1167-1169)
- Gleb I (1169)
- Mstislav II (segundo gobierno) (1169-1170)
- Gleb I  (segundo gobierno) (1170-1171)
- Vladímir III (1171)
- Román I (1171-1173)
- Vsévolod III (1173)
- Riúrik Rostislávich (1173)
- Sviatoslav III de Kiev (1174)
- Yaroslav II (1174-1175)
- Román Rostislávich  (segundo gobierno) (1175-1177)
- Sviatoslav III de Vladímir (1177-1180)
- Riúrik Rostislávich  (segundo gobierno) (1180-1181)
- Sviatoslav III de Vladímir (segundo gobierno) (1181-1194)
- Riúrik Rostislávich  (tercer gobierno) (1194-1201)
- Ingvar de Kiev (1201-1203)
- Riúrik Rostislávich  (cuarto gobierno) (1203)
- Rostislav II (1203-1205)
- Riúrik Rostislávich  (quinto gobierno) (1206)
- Vsévolod IV (1206-1207)
- Riúrik Rostislávich  (sexto gobierno) (1207-1210)
- Vsévolod IV  (segundo gobierno) (1210-1214)
- Ingvar de Kiev (segundo gobierno) (1214)
- Mstislav III (1214-1223)
- Vladímir IV (1223-1235]
- Iziaslav IV (1235-1236)
- Yaroslav II de Nóvgorod (1236-1238)
- Miguel de Chernígov (1238-1239)
- Rostislav Mijaílovich (1240-1241)
- Miguel de Chernígov  (segundo gobierno) (1241-1243)
- Yaroslav II de Nóvgorod  (segundo gobierno) (1243-1246)
- Alejandro Nevski (1246-1263)
- Yaroslav III (1263-1271)
- Vladímir Ivánovich (???-1300-???)
- Stanislav Terence (???-1324)
- Teodoro de Kiev (1324-1362)
- Vladímir Olguérdovich (1362-1395) *El territorio se integra en Lituania*
- Skirgaila (1395-1397)
- Iván Borísovich (1397-1399)
- Olelko Vladímirovich (1443-1454)
- Simeón Aleksándrovich (1454-1471) *El principado es sustituido por el Voivodato de Kiev*